# Kosog’sches Diktat
Kosog’sches Diktat nennt man einen von Joseph Lammertz 1903 verfassten Text, der die meisten Zweifelsfälle der deutschen Rechtschreibung enthält und durch Oskar Kosog eine weite Verbreitung erfahren hat.

## Verfasser
Das Kosog’sche Diktat ist eigentlich ein Text des Germanisten Joseph Lammertz, den er unter der Überschrift Aus dem Testamente einer Mutter in seinem Buch Ausführliche Rechtschreiblehre veröffentlicht hatte. Sein Ziel war es, einen Text zu verfassen, der möglichst alle Zweifelsfälle der Groß- und Kleinschreibung in der deutschen Orthographie enthalten sollte. Damit wollte er aufzeigen, dass ein dringender Reformbedarf besteht.

## Verbreitung
Weite Verbreitung erfuhr der Text Aus dem Testamente einer Mutter durch den Breslauer Lehrer Oskar Kosog, der ihn in seinem Buch Unsere Rechtschreibung und die Notwendigkeit ihrer gründlichen Reform (1912) als Beispiel für die Komplexität und Reformbedürftigkeit der deutschen Sprache verwandte. Wegen des intensiven Engagements von Kosog zur Verbreitung dieses Textes wurde er Kosog’sches Diktat benannt.
Seit der Rechtschreibreform 1996 dient eine Neufassung des Textes des Kosog’schen Diktats dazu, die Entwicklung der Rechtschreibung am konkreten Beispiel aufzuzeigen. Daneben wird er auch heute wieder benutzt, um die Reformbedürftigkeit der deutschen Rechtschreibung zu verdeutlichen.

## Originaltext entsprechend der Orthographischen Konferenz von 1901
Aus dem Testamente einer Mutter
Liebe Kinder,
heute nacht nahm ich mir vor, Euch diesen Morgen einige Lehren fürs Leben des nähern niederzuschreiben. Leset sie oftmals durch, so werdet Ihr Euch bei Gelegenheit des Näheren entsinnen und danach handeln.
Zwar kann ich Euch nur etwas weniges hinterlassen, aber Euch etwas Gediegenes lernen zu lassen, dazu habe ich mein Bestes, ja mein möglichstes getan. Ihr seid alle gut im Stande, so daß Ihr imstande seid, Euch redlich durchzuschlagen. Sollte jedoch einer von Euch in Nöten sein, so ist es durchaus vonnöten, daß Ihr Euch gegenseitig helft. Seid stets willens, Euch untereinander zu Willen zu sein. Irrt einer von Euch, so sollen die übrigen ihn eines anderen, und zwar eines Besseren zu belehren versuchen.
Achtet jedermann, Vornehme und Geringe, arm und reich. Seid keinem feind; denn jemandes Feind sein, bringt oft Unheil. Tut niemand ein Leid an, so wird man Euch nicht leicht etwas zuleide tun.
Euer seliger Vater sagte oft zu seinen Schülern: „Tut nie Böses, so widerfährt Euch nichts Böses.” Macht Euch eine abrahamsche Friedfertigkeit zu eigen, indem Ihr im Streit nach dem Abrahamschen Wort handelt: „Gehst Du zur Rechten, so gehe ich zur Linken”. Wer von Euch der klügste sein will, der handle nach dem Sprichwort: „Der Klügste gibt nach.” Tut nie unrecht, seid Ihr aber im Recht, so habt Ihr recht, ja das größte Recht, wenn Ihr Euer Recht sucht, und Ihr werdet dann im allgemeinen auch recht behalten.
Laßt nichts außer acht, ja außer aller Acht, wenn Ihr Freundschaft schließt. Wählt nicht den ersten besten als Freund und sorgt, daß Ihr unter Euern Mitarbeitern nie die letzten seid. Wollt Ihr Wichtiges zuwege bringen, so müßt Ihr ernstlich zu Werke gehen.
Sucht auf dem laufenden zu bleiben und zieht nie eine ernste Sache ins Lächerliche; denn etwas Lächerliches gibt es nicht. Verachtet nie das Leichte, dann wird es Euch schließlich ein leichtes, auch das Schwierigste zu überwinden.
Es ist aber das schwierigste, daß man sich selbst bezwingt. Seid Ihr in einer Angelegenheit im dunkeln, so übt Vorsicht, denn im Dunkeln stößt man leicht an. Seid auch im Geringsten nicht im geringsten untreu.
Zum letzten rate ich Euch folgendes:
Befolgt das Vorstehende, so braucht Euch nicht angst zu sein; ohne Angst könnt Ihr dann zu guter Letzt auf das beste standhalten, auf das Beste hoffen und zeit Eures Lebens dem Schicksal Trotz bieten.
Hier gibt es eine Übung zur Originalfassung des Kosog’schen Diktates:

## Neufassung zur Rechtschreibung 2006
Vorbemerkungen: Klammern und Schrägstriche bedeuten, dass mehrere Möglichkeiten zulässig sind. Diese Fassung spiegelt eine Zeitungsveröffentlichung wider und entspricht nicht an allen Stellen den amtlichen Rechtschreib- und Zeichensetzungsregeln.
„Aus dem Testamente einer Mutter
Liebe Kinder,
heute Nacht nahm ich mir vor(,) euch/Euch diesen Morgen einige Lehren fürs Leben des Näheren niederzuschreiben. Leset sie oftmals durch, so werdet ihr/Ihr euch/Euch bei Gelegenheit des Nähern entsinnen und danach handeln.
Zwar kann ich euch/Euch nur etwas weniges/Weniges hinterlassen, aber euch/Euch etwas Gediegenes lernen zu lassen, habe ich mein Bestes, ja mein Möglichstes getan. Seht zu, dass ihr/Ihr andere Menschen kennen lernt/kennenlernt, die euch/Euch, wenn es vonnöten ist, in Nöten helfen. Hängt keine blauen/Blauen Briefe ans schwarze/Schwarze Brett, weder im Büro noch im Hohen Haus. Legt nicht jedes Wort auf die Waage, denn es gibt keinen größeren Frevel als jemandem feind, ja spinnefeind zu sein und damit geringzuschätzen.
Behandelt vielmehr den Obdachlosen nicht nur wie einen Abt, sondern wie einen Kaiser, achtet jedermann, d. h. Vornehme und Geringe, Arm und Reich. Aufeinander zu achten nicht aneinanderzukleben!
Findet ihr/Ihr euren/Euren Rhythmus und befolgt ihr/Ihr das Vorstehende, so braucht ihr/Ihr nicht kopfstehen und könnt dem Schicksal Trotz bieten.
Eure Mutter“